# Comuna Bunciukivka, Bilokurakîne
Bunciukivka (în ucraineană Бунчуківка) este o comună în raionul Bilokurakîne, regiunea Luhansk, Ucraina, formată din satele Bunciukivka (reședința) și Hrîțaievka.

## Demografie
Componența lingvistică a comunei Bunciukivka
     Ucraineană (94,74%)
     Rusă (4,54%)
Conform recensământului din 2001, majoritatea populației comunei Bunciukivka era vorbitoare de ucraineană (94,74%), existând în minoritate și vorbitori de rusă (4,54%).